# الأفيهد
مركز الأفيهد  غرب منطقة القصيم بجانبالطريق الرابط بين القصيم والمدينة المنورة

## التاريخ
مركز الأفهيد  وهي من ديار بني عمرو في نجد وتبعد عن وادي الرمة 5 كم. الأفيهد من أقدم هجر قبيلة البيضان من بني عمرو، حيث اشتهرت في بدايتها كمورد من موارد المياه للبادية حتى أصبحت هجرة إلى كونها الآن مركز حكومي،

## السكان
يبلغ عدد سكان الأفهيد 1.000 نسمة وسكانها هم البيضان من بني عمرو من حرب

## الموقع الجغرافي
تقع غرب منطقة القصيم وتبعد عن مدينة بريدة 175 كم. وعن محافظة الرس 132 كم. وعن محافظة عقلة الصقور 25 كم

## المناخ
المناخ قاري صحراوي، حار جاف صيفًا بارد مُمطر شتاء، وتبلغ درجة الحرارة صيفًا 45°م، وفي الشتاء تصل إلى ما دون الصفر ومتوسط سقوط المطر 145 ملم.